# Росиу

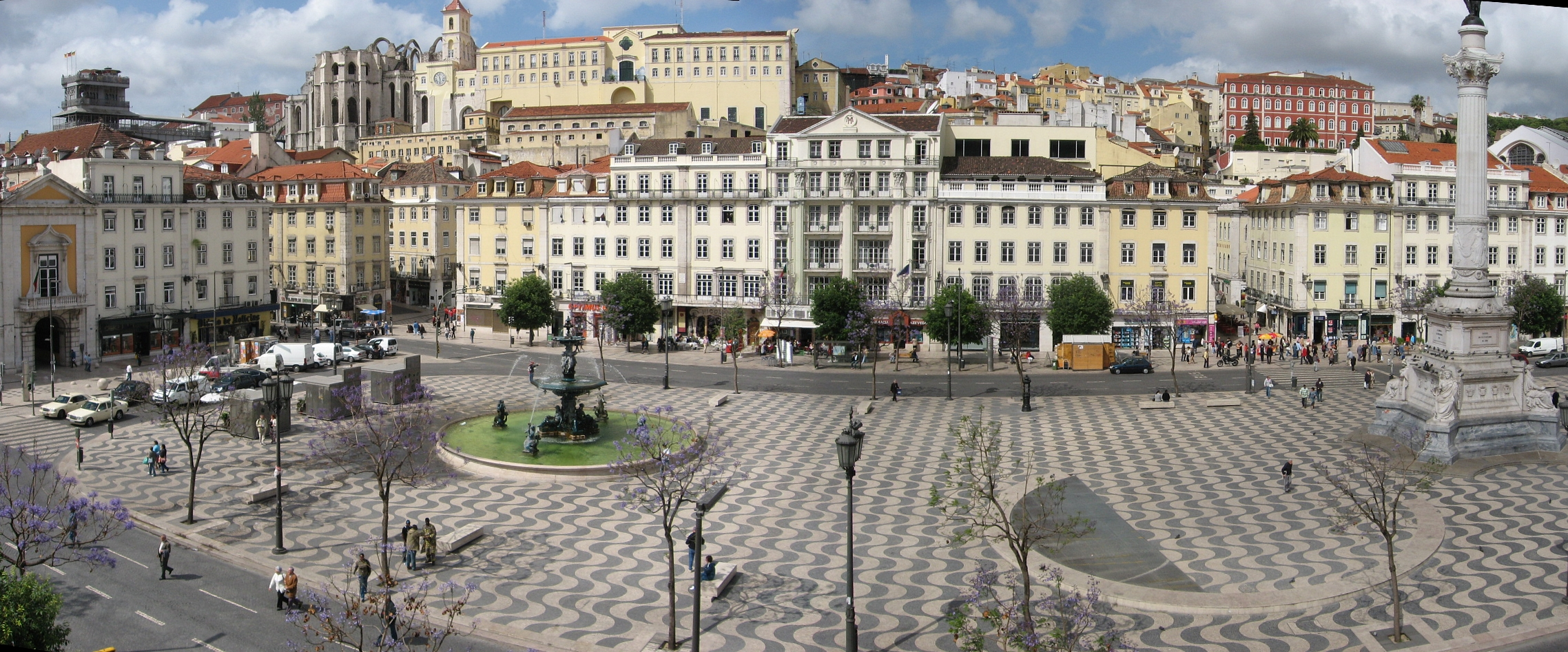
Вид на площадь

Роси́у (порт. Praça Rossio), официальное название Площадь Педру IV (порт. Praça de D. Pedro IV) — площадь в историческом центре Лиссабона, Португалия.
Росиу — обширная площадь, замыкающая собой с северной стороны исторический район Байша. Восточнее её располагается площадь Фигейра, на северо-запад от Росиу находится площадь Рештаурадориш, вокзал Росиу и начало Авенида да Либердаде. На площади располагается один из выходов одноимённой станции метро. Официальное название получила в честь императора Педру. В центре площади установлен памятник ему.
Росиу стала одной из главных площадей Лиссабона уже в XIII—XIV веке. В 1450 году на северной стороне площади был возведён дворец Эстауш. Первоначально он был предназначен для размещения высокопоставленных иностранцев, затем стал штаб-квартирой португальской инквизиции. С этого момента на площади Росиу периодически проводились казни. Первое аутодафе здесь состоялось в 1540 году. В 1492 году король Жуан II приказал построить Королевский госпиталь Всех Святых (Hospital Real de Todos os Santos), который после окончания строительства в 1504 году занял всю восточную сторону площади.

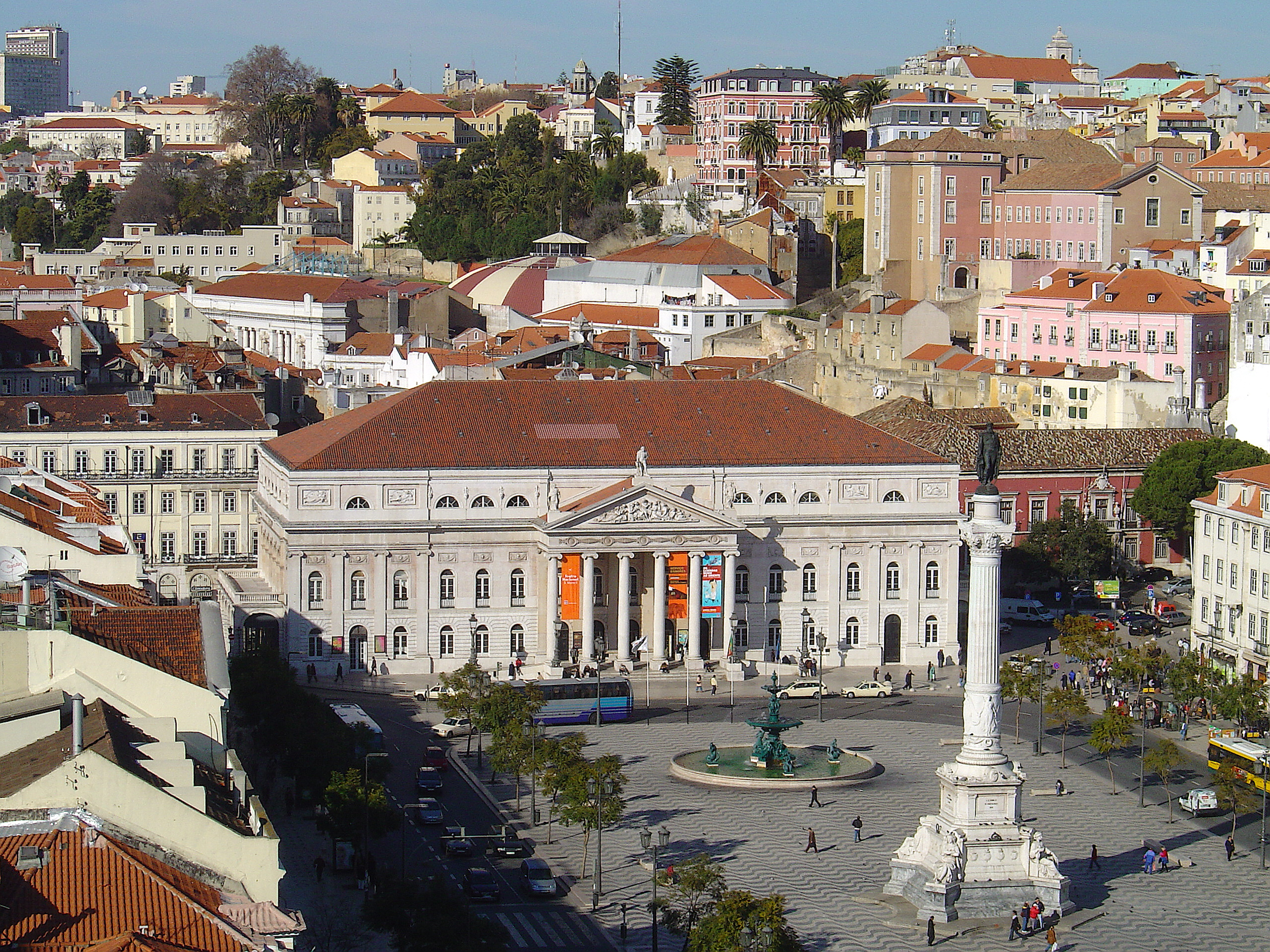
Памятник императору и национальный театр Марии II

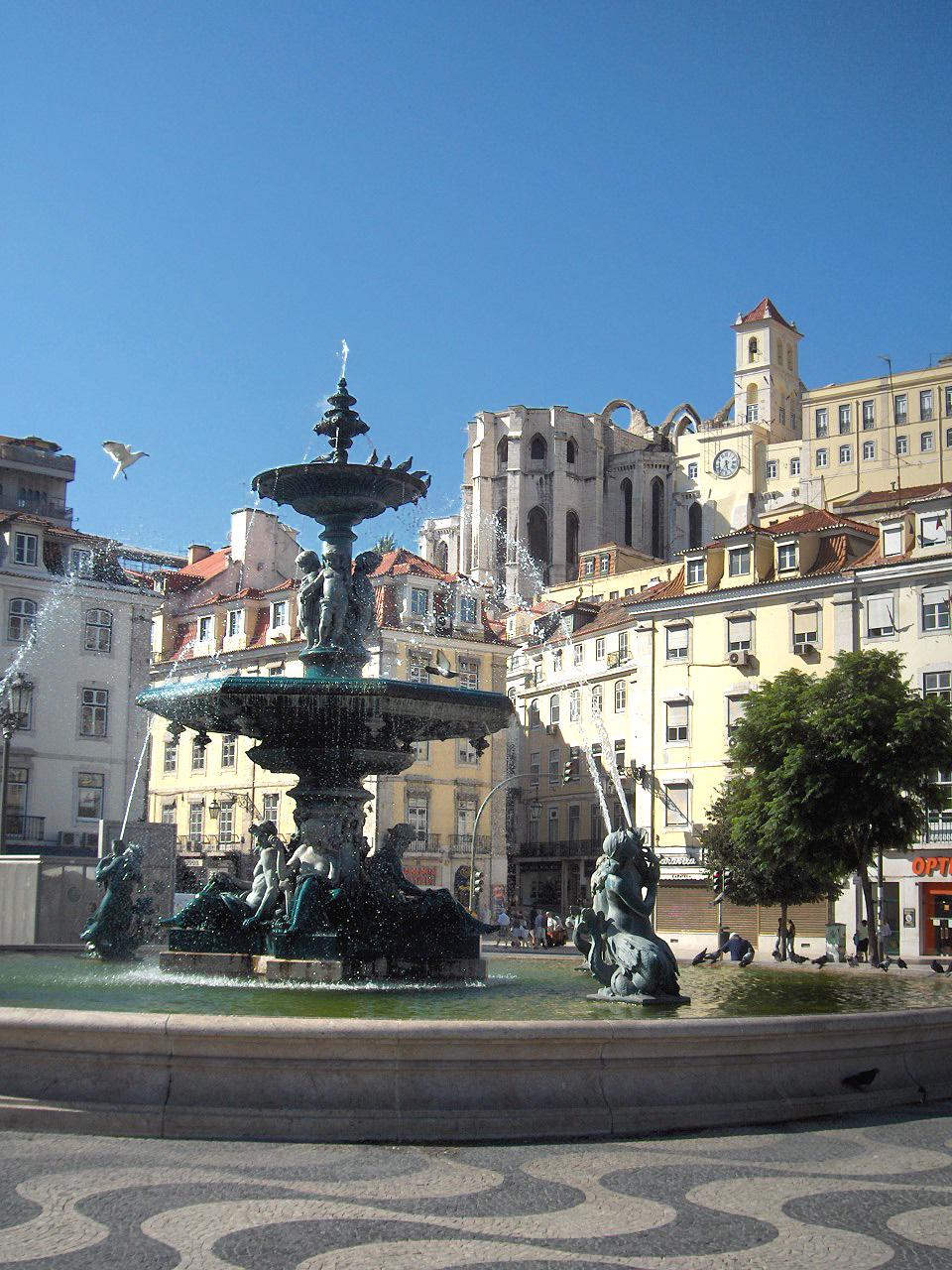
Фонтан

В лиссабонском землетрясении 1755 года здания вокруг Росиу, как и вся Байша, были полностью разрушены. Лишь дворец Эстауш выстоял, хотя и был серьёзно повреждён. В ходе последующего восстановления планировка района сильно изменилась. На месте госпиталя Всех Святых к востоку от Росиу была организована площадь Фигейра. Сама площадь Росиу во второй половине XVIII века была застроена домами в стиле мануэлино. В 1836 году дворец Эстауш был окончательно разрушен в пламени пожара, на его месте в 1842 году был построен национальный театр Марии II, названный в честь королевы Марии.
Во второй половине XIX века внешний вид площади Росиу сильно изменился. Площадь была украшена традиционной португальской мозаикой на мостовой. В её центре появились два бронзовых фонтана, привезённых из Франции. В 1874 году воздвигнута колонна со статуей Педру IV, а сама площадь переименована в его честь; однако новое название не было принято жителями города, по сей день лиссабонцы называют площадь её историческим именем. Колонна со статуей императора имеет 27 метров в высоту, украшена мраморными аллегориями Справедливости, Мудрости, Силы и Умеренности.
Между 1886 и 1887 годами в северо-западной части площади Россиу был построен ещё один важный объект — железнодорожный вокзал Росиу по проекту архитектора Жозе Луиша Монтейру. Станция стала важным дополнением к инфраструктуре города, а её красивый фасад в стиле нео-мануэлино вошёл в число достопримечательностей Лиссабона.
На площади находится несколько старых артистических кафе. Самое известное — кафе «Никола» на западной стороне, завсегдатаем которого был поэт Мануэл ду Бокаже.